# Ústřední zvířecí laboratoř
Ústřední zvířecí laboratoř (německy Zentrale Tierlaboratorien), známá též jako tzv. Myší bunkr (německy Mäusebunker) se nachází v německé metropoli Berlíně, v místní části Lichterfelde/Steglitz, u Teltowského kanálu. Budova institutu, která slouží k různým lékařským pokusům, patří mezi ikonické ukázky brutalistické architektury v Berlíně.
Architektem budovy, která vznikla v 70. letech 20. století na území bývalého západního Berlína, byl Gerd Hänska. Stavební práce na objektu probíhaly v letech 1971 až 1980. Délka výstavby byla ovlivněna komplikovaností stavby a neustále rostoucími výdaji na realizaci stavby. Je známá především díky ikonickým vystouplým oknům v podobě trojúhelníků a nápadným vyústěním ventilačních šachet.
Název Myší bunkr odkazuje nejen na betonový charakter stavby, ale také na fakt, že se v budově nacházela laboratoř pro pokusy na zvířatech.
Po roce 2010 začala být budova využívána jen částečně, některé její části byly uzavřeny. Pro výstavbu objektu byl použit azbest dlouhodobě je zvažována demolice. Předmětem diskuze se stalo možné zařazení stavby jako kulturní památky.